# Википутовање
Википутовање wɪkiˈvɔɪ.ɪdʒ (енгл. wiki + voyage што значи вики + путовање), слободан водич за путовање на којем аутори волонтери пишу о туристичким дестинацијама и темама. Братски је пројекат Википедије који подржава и хостује непрофитна Задужбина Викимедија.
Пројекат је настао раздвајањем од немачке верзије у септембру 2006. са циљем да се избегну комерцијални интереси. Финансирало га је истоимено немачко удружење, а активно је 10. децембра 2006 
Средином 2012. већина уредника верзије Википутовања на енглеском језику, укључујући већину администратора, одлучила је објединити Wikitravel и Wikivoyage заједницу у нови не-комерцијални пројекат. Поднета је молба Викимедијиној фондацији са циљем да истражи њихов интерес за хостинг, а што је потекло успешним предлогом, одобреним од стране Фондације у октобру 2012.